# Georges William Thornley
Georges William Thornley (Thiais, 2 mei 1857 - Pontoise, 31 augustus 1935) was een Frans lithograaf en postimpressionistisch kunstschilder.

## Leven en werk
Hij werd geboren als Georges William Thornley Thistlewood. Als schilder kreeg hij zijn opleiding bij Pierre Ciceri, Edmond Yon en Achille Sirouy. Al in 1876 was hij actief als lithograaf. In 1878, op 21-jarige leeftijd, werd een werk van hem tentoongesteld op het Parijse salon. Dit was ook het geval op de salons van 1881 en 1888, waar zijn werk de derde prijs kreeg. 
Hij maakte faam als lithograaf van schilderijen. In 1882 maakte hij een cyclus naar het werk van François Boucher. Maar hij werd vooral bekend als lithograaf van de impressionisten. De lithografie was in die tijd belangrijk om het werk van een kunstenaar over een breed publiek te kunnen verspreiden. Hij maakte in totaal drie albums met lithografieën van schilderijen van Edgar Degas (1889, 1914 en 1918). Verder maakte hij lithografieën van het werk van Claude Monet (1890) en Camille Pissarro (1900). Maar hij maakte ook origineel werk, zoals 20 lithografieën in een dichtbundel van Charles de Grandmougin (1890).
Als schilder specialiseerde hij zich in waterverfschilderijen in de stijl van het postimpressionisme. Hij schilderde landschappen in de vallei van de Oise, onder andere in Pontoise. In 1906 naam hij met zijn werk deel aan een tentoonstelling van de Société internationale des aquarellistes.

### Privéleven
Op 9 oktober 1889 huwde Thornley in Parijs met Marie Stub. Het koppel woonde in Heudreville-sur-Eure voor het aan het begin van de jaren 1890 in Osny ging wonen. Hij werd er een vriend van Monet en Pissarro. Thornley reisde regelmatig, onder andere naar het westen en het zuiden van Frankrijk, Italië en Malta.
Hij overleed in 1935 in het ziekenhuis van Pontoise en werd begraven op de begraafplaats van die gemeente.

## Galerij

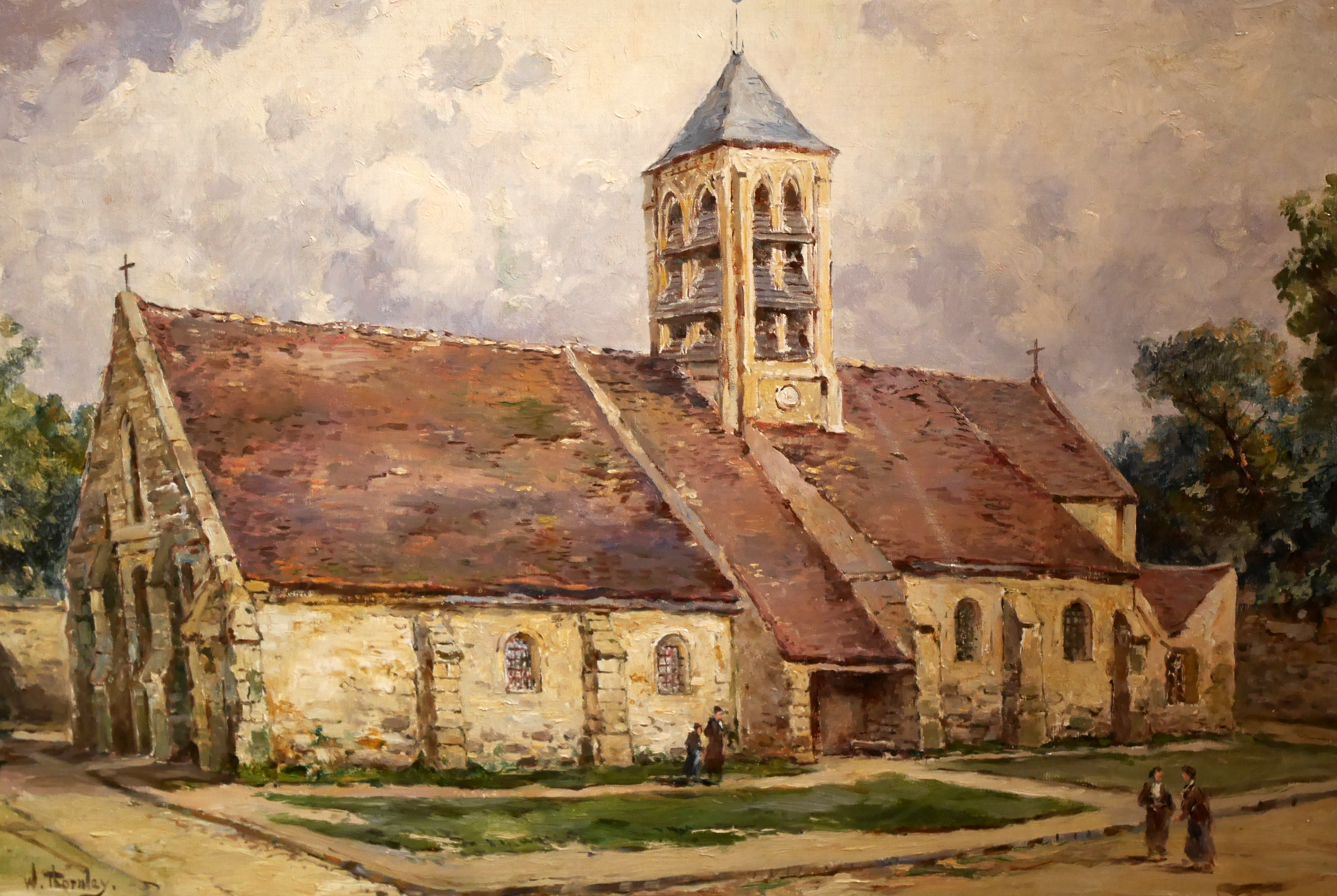
L'église d'Osny (aquarel)
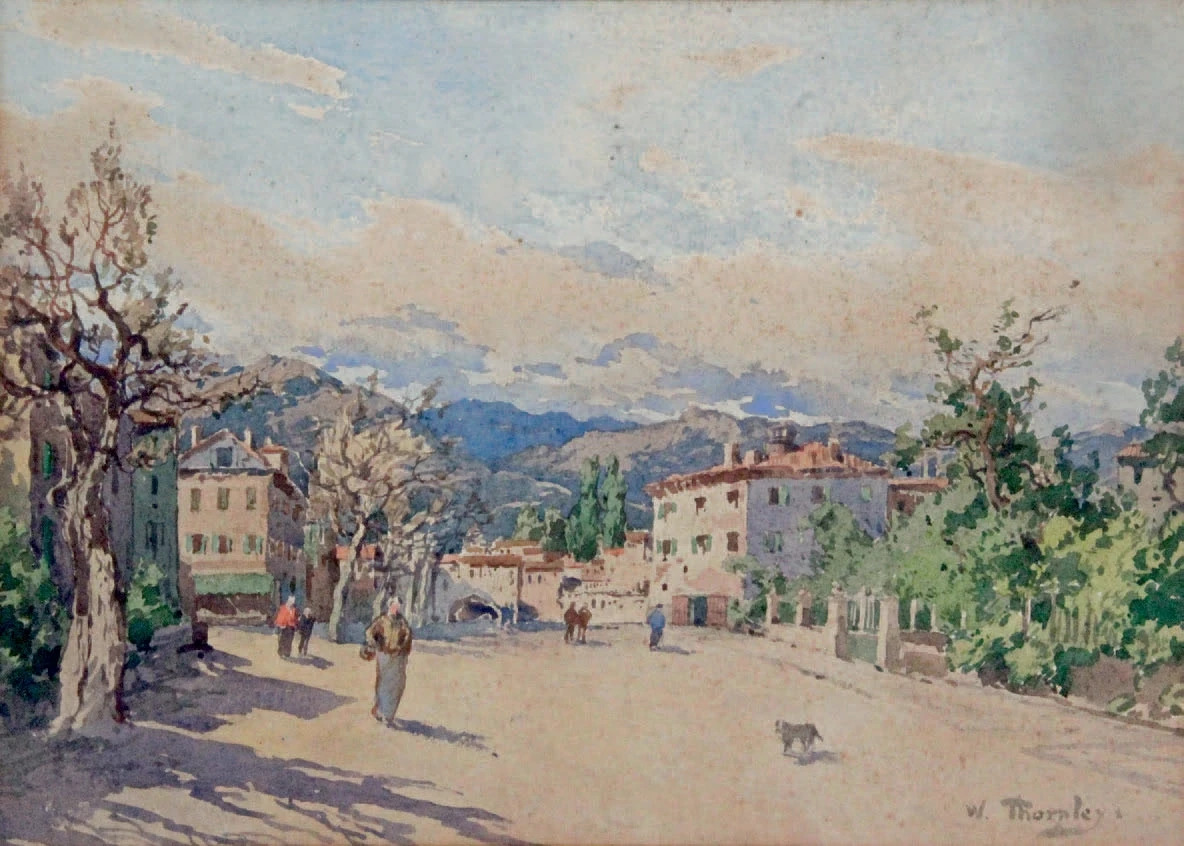
Vue d'Albenga en Ligurie (aquarel)
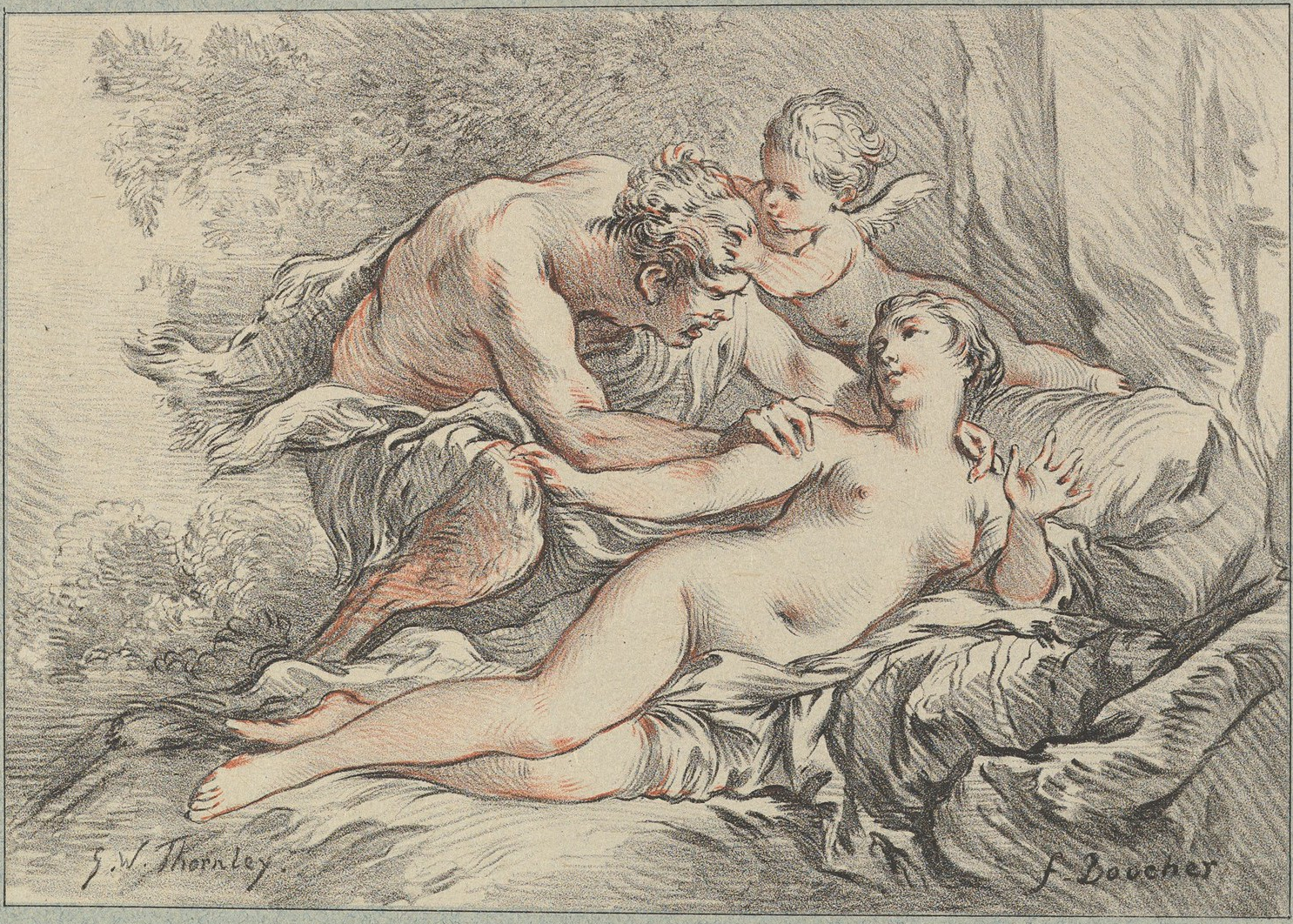
Lithografie naar François Boucher
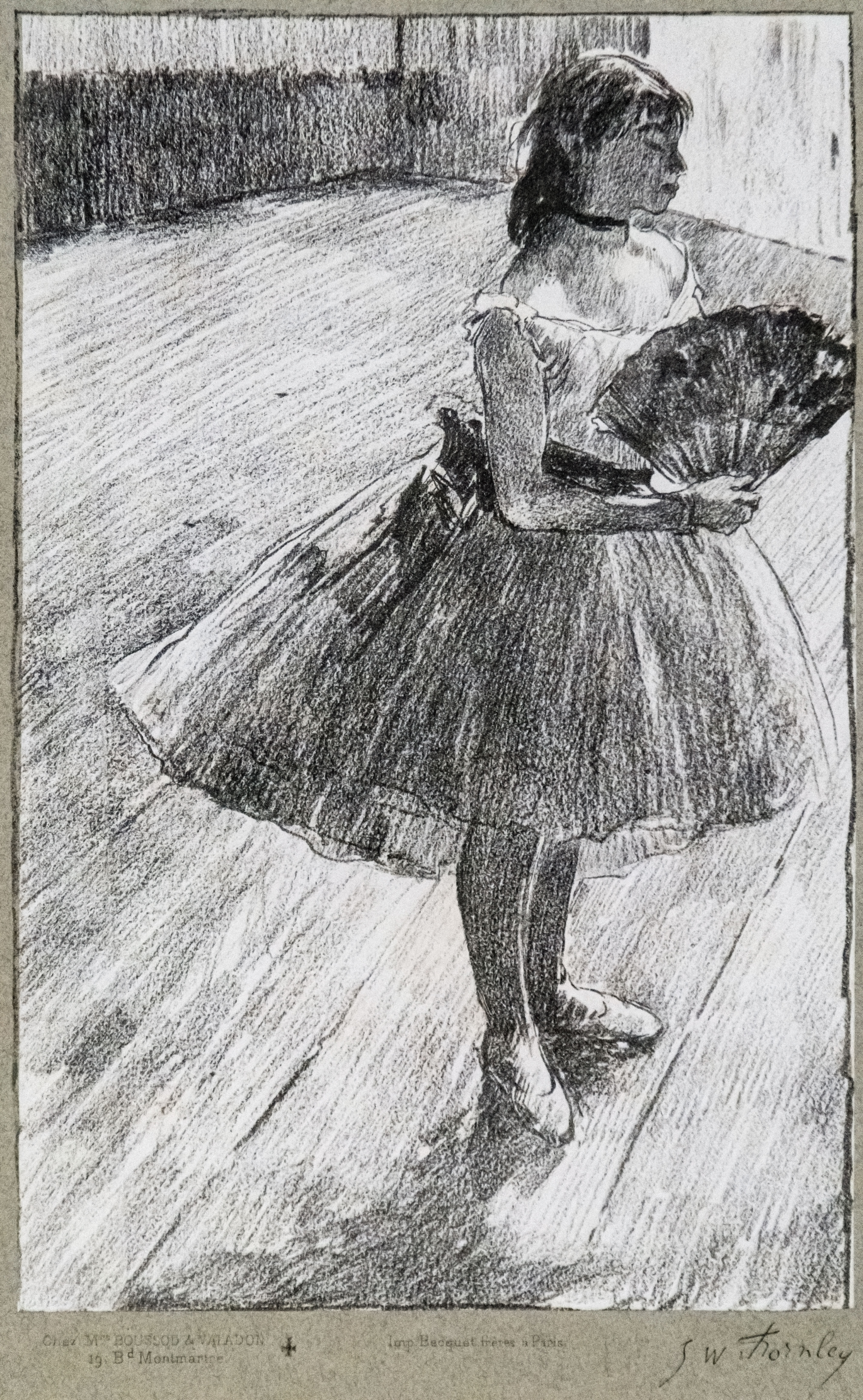
Lithografie naar Edgar Degas
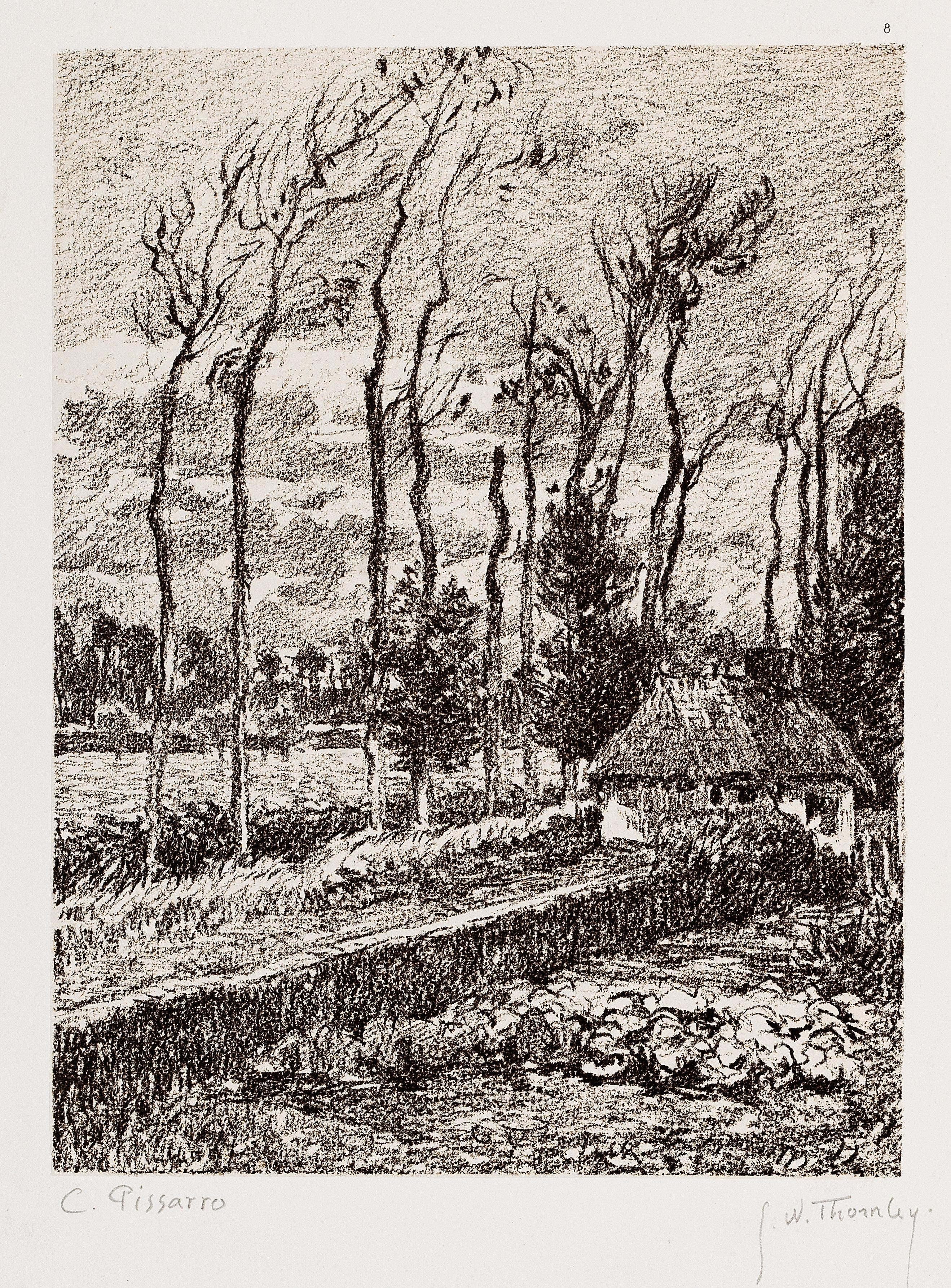
Lithografie naar Camille Pissarro